# Favières (Meurthe-et-Moselle)
Pour les articles homonymes, voir Favières.
Favières est une commune française située dans le département de Meurthe-et-Moselle en région Grand Est.

## Géographie
La commune de Favières, située à la frontière départementale des Vosges, d'une surface de 2 995 hectares, s'étend autour de la commune de Saulxerotte qu'elle enclave.

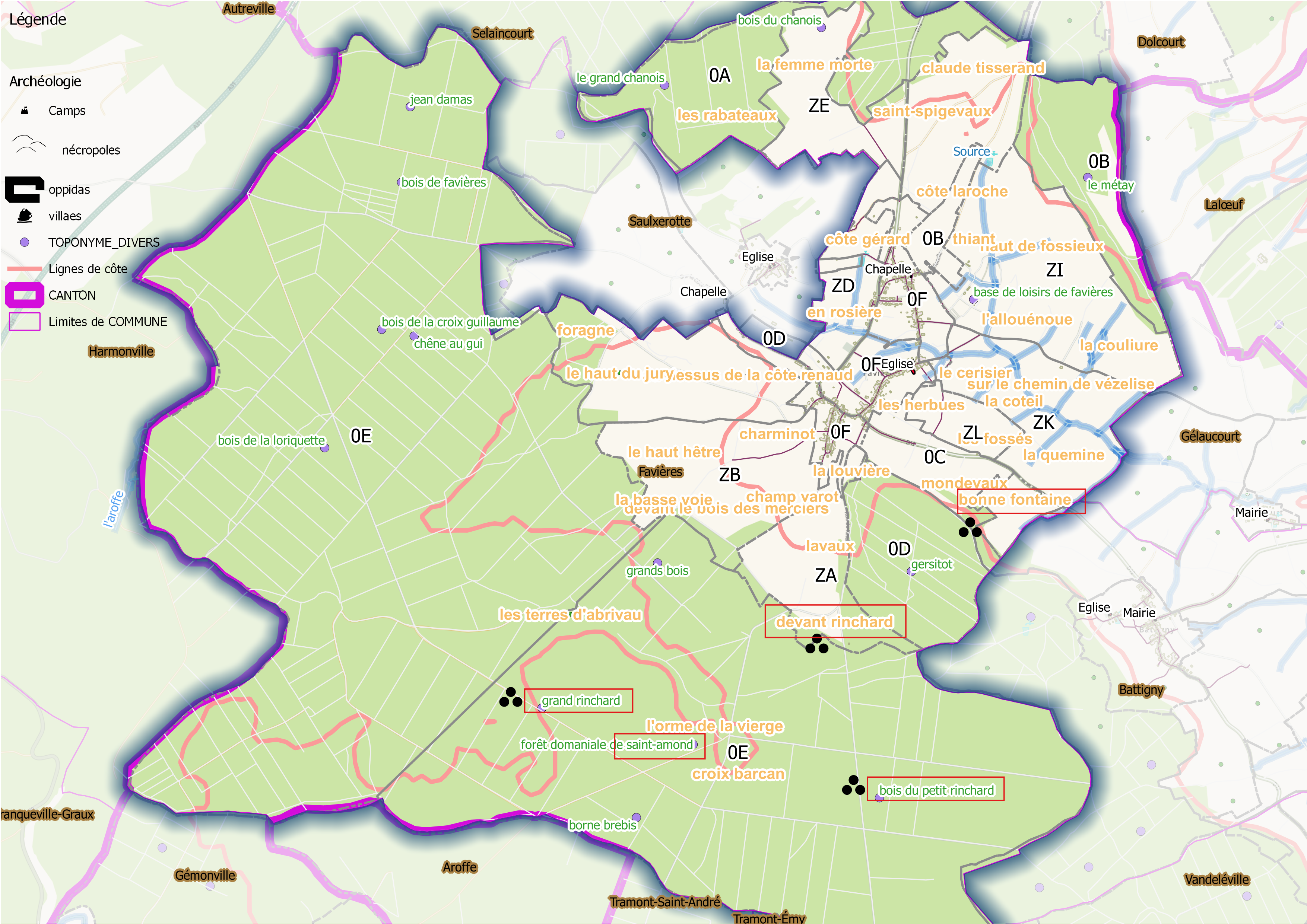
Fig. 1 - Favieres (ban communal).

Arrosé par les ruisseaux de Velle et de l'Aroffe, le territoire communal comprenait en 2011, d'après les données Corine land Cover, près de 75 % de forêt, 13 % de terres agricoles et moins de 2 % de zones urbanisées.
Communes limitrophes
| Autreville, Vosges  | Selaincourt, Saulxerotte           | Dolcourt, Lalœuf       |
| Harmonville, Vosges | Favières                           | Gélaucourt             |
| Gémonville          | Tramont-Saint-André, Aroffe Vosges | Battigny, Vandeléville |

### Hydrographie
La commune est traversée par la ligne de partage des eaux entre les bassins versants du Rhin et de la Meuse au sein du bassin Rhin-Meuse. Elle est drainée par le ruisseau de Velle et le ruisseau l'Aroffe,.
L'Aroffe, d'une longueur de 50 km, prend sa source dans la commune de Beuvezin et se jette  dans la Meuse à Rigny-la-Salle, après avoir traversé 18 communes. 

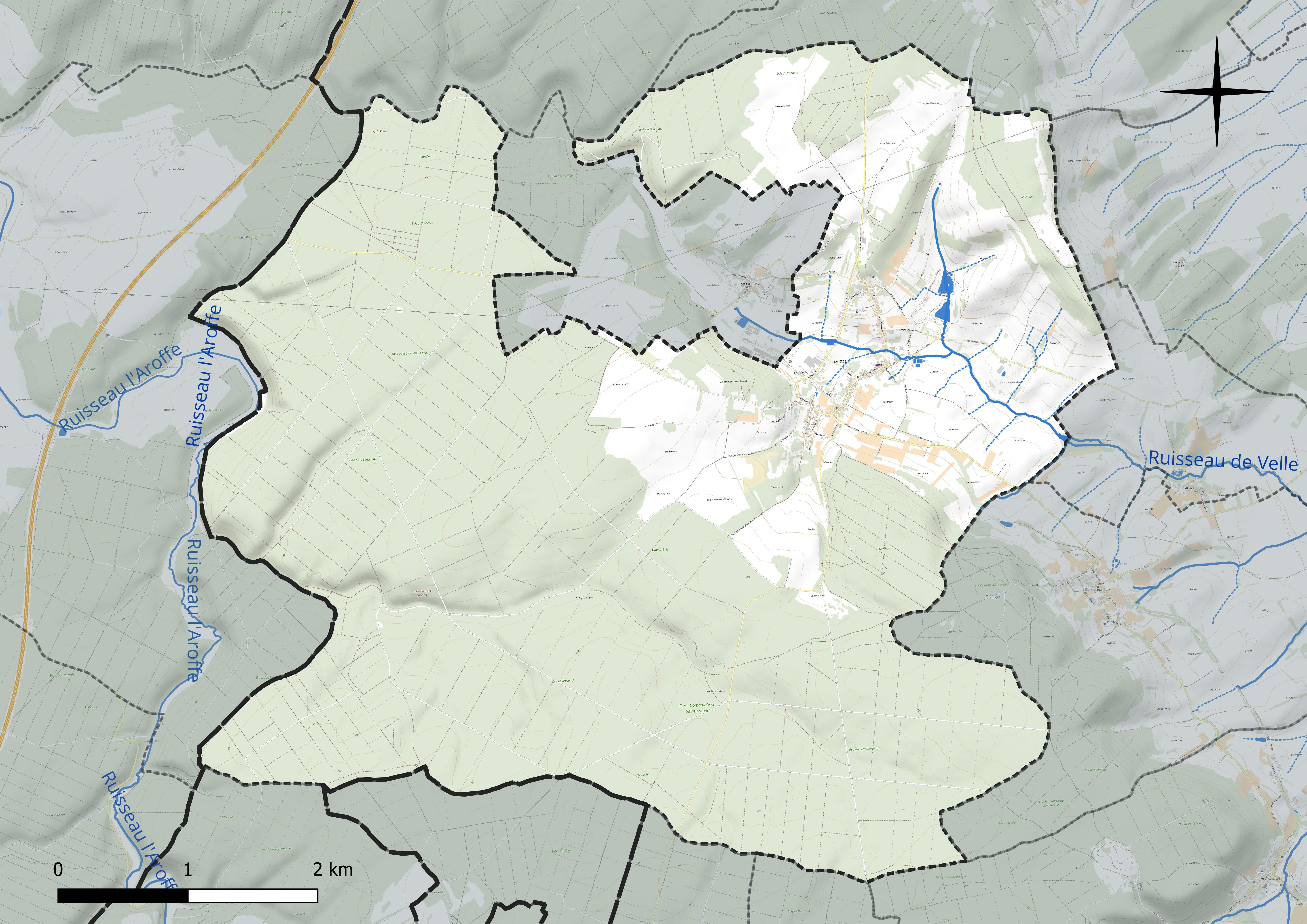
Réseau hydrographique de Favières.

### Climat
Pour des articles plus généraux, voir Climat du Grand Est et Climat de Meurthe-et-Moselle.
En 2010, le climat de la commune est de type climat de montagne, selon une étude du Centre national de la recherche scientifique s'appuyant sur une série de données couvrant la période 1971-2000. En 2020, Météo-France publie une typologie des climats de la France métropolitaine dans laquelle la commune est exposée à un climat océanique altéré et est dans la région climatique  Lorraine, plateau de Langres, Morvan, caractérisée par un hiver rude (1,5 °C), des vents modérés et des brouillards fréquents en automne et hiver. 
Pour la période 1971-2000, la température annuelle moyenne est de 9,5 °C, avec une amplitude thermique annuelle de 17 °C. Le cumul annuel moyen de précipitations est de 917 mm, avec 12 jours de précipitations en janvier et 9,5 jours en juillet. Pour la période 1991-2020, la température moyenne annuelle observée sur la station météorologique de Météo-France la plus proche, « Nancy-Ochey », sur la commune d'Ochey à 13 km à vol d'oiseau, est de 10,5 °C et le cumul annuel moyen de précipitations est de 810,4 mm. 
La température maximale relevée sur cette station est de 39,6 °C, atteinte le 25 juillet 2019 ; la température minimale est de −19,1 °C, atteinte le 12 janvier 1987,,. 
Les paramètres climatiques de la commune ont été estimés pour le milieu du siècle (2041-2070) selon différents scénarios d'émission de gaz à effet de serre à partir des nouvelles projections climatiques de référence DRIAS-2020. Ils sont consultables sur un site dédié publié par Météo-France en novembre 2022.

## Urbanisme

### Typologie
Au 1er janvier 2024, Favières est catégorisée commune rurale à habitat dispersé, selon la nouvelle grille communale de densité à sept niveaux définie par l'Insee en 2022.
Elle est située hors unité urbaine. Par ailleurs la commune fait partie de l'aire d'attraction de Nancy, dont elle est une commune de la couronne,. Cette aire, qui regroupe 353 communes, est catégorisée dans les aires de 200 000 à moins de 700 000 habitants,.

### Occupation des sols
L'occupation des sols de la commune, telle qu'elle ressort de la base de données européenne d’occupation biophysique des sols Corine Land Cover (CLC), est marquée par l'importance des forêts et milieux semi-naturels (75,6 % en 2018), une proportion sensiblement équivalente à celle de 1990 (75,7 %). La répartition détaillée en 2018 est la suivante : forêts (54,9 %), milieux à végétation arbustive et/ou herbacée (20,7 %), terres arables (12,5 %), prairies (9,6 %), zones urbanisées (1,8 %), zones agricoles hétérogènes (0,6 %). L'évolution de l’occupation des sols de la commune et de ses infrastructures peut être observée sur les différentes représentations cartographiques du territoire : la carte de Cassini (XVIIIe siècle), la carte d'état-major (1820-1866) et les cartes ou photos aériennes de l'IGN pour la période actuelle (1950 à aujourd'hui).

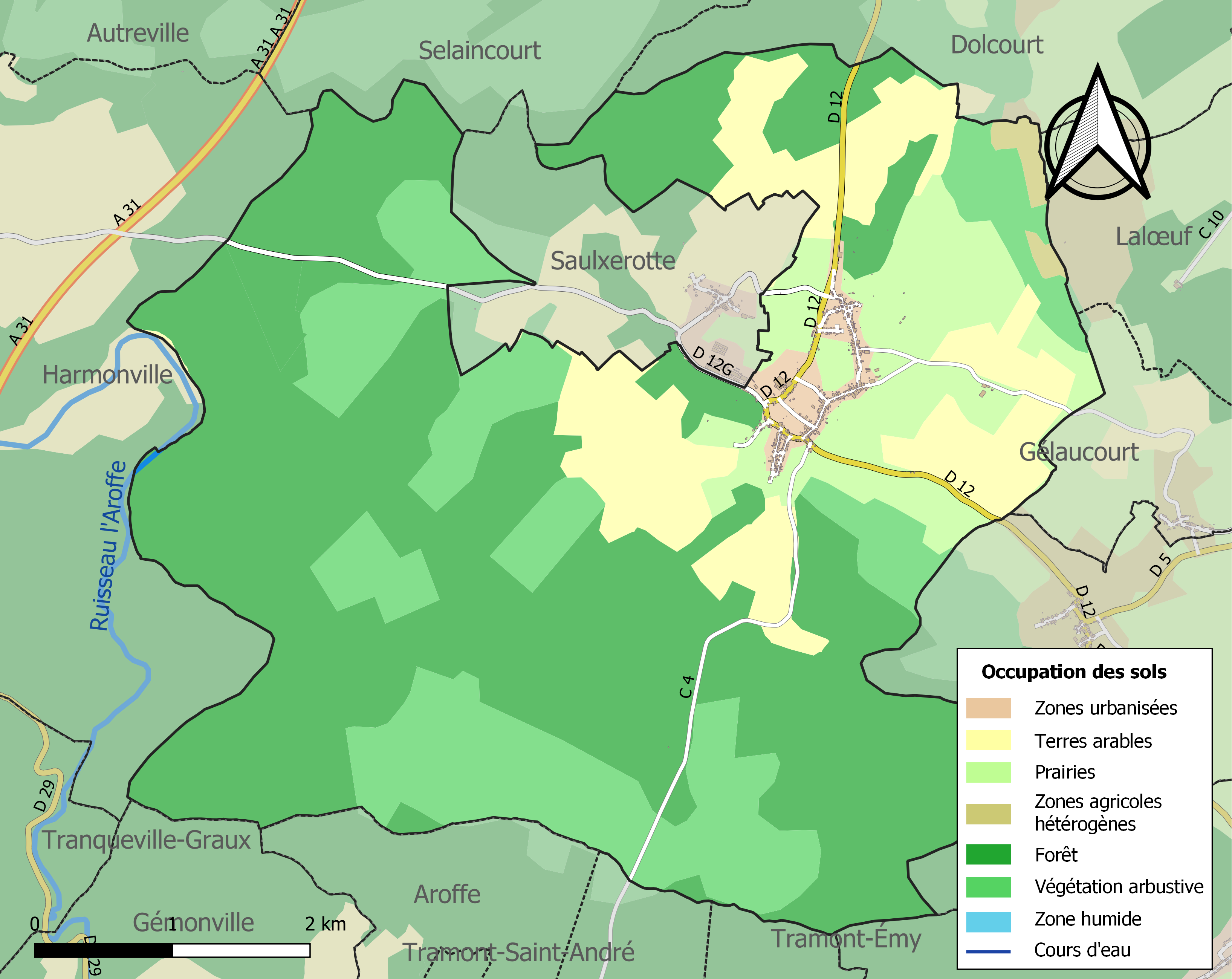
Carte des infrastructures et de l'occupation des sols de la commune en 2018 (CLC).

## Toponymie
Ecclesia ad Faverias (1051) ; Juxta Faveires (1242) ; Faveres (1393) ; Faveires (1393) ; Favière (1408) ; Febvière (1546) ; Fawières (1550) ; Fabvières (1600) sont les graphies recensées par le dictionnaire topographique de Meurthe, sur les titres des seigneurs de Vaudémont essentiellement. E Grosse cite la forme latine de Fabariae qu'emploie B. Picart dans son pouillé ecclésiastique.
Favières est issu du bas latin fabareolae, dérivé du latin faba (fève), donc « champ où l'on cultive des fèves ». Les favières sont des champs de fèves, essentielles dans la nourriture du paysan.
La micro-toponymie permet de signaler quelques écarts historiquement intéressants :
SAINT-AMON, éc. et forêt, anc. ermitage, connu pour sa grotte ;
TERRES-DE-L'HUILE (LES), cantons de terre au ban de Favières, dont le revenu était affecté à l'entretien de la lampe de l'église.

## Histoire
Beaupré recense dans son ouvrage les témoignages relatifs à la présence gallo-romaine et mérovingienne.
Dès 1051, il y existait une chapelle ou un prieuré qui fut donné à l'abbaye de Poussay. Ce village faisait partie du domaine des comtes de Vaudémont qui le vendirent, pour partie, à différentes époques et y eurent une résidence,.
- Croissance exceptionnelle de la population jusqu'au milieu du XIXe siècle, après les guerres et les épidémies des XVe, XVIe et XVIIe siècles.
- Village réputé au XIXe pour ses poteries et ses ateliers d'ébénisterie[18].

## Politique et administration

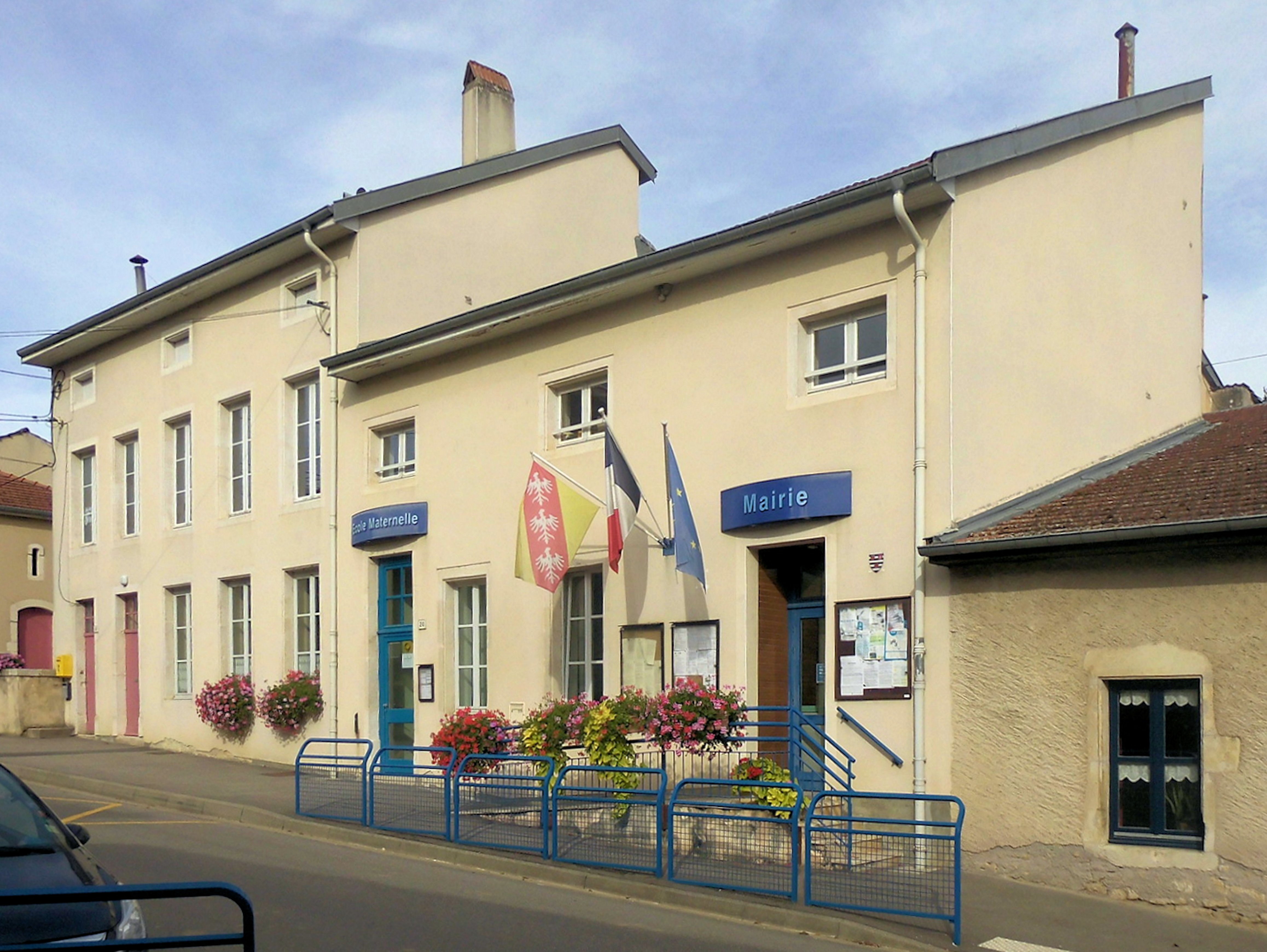
La mairie-école.

| Période                                  | Période      | Identité                | Étiquette | Qualité                                                         |
| ---------------------------------------- | ------------ | ----------------------- | --------- | --------------------------------------------------------------- |
| Les données manquantes sont à compléter. |              |                         |           |                                                                 |
| avant 1988                               | juillet 2020 | Marie-Louise Haralambon |           | Professeure du secondaire et technique                          |
| juillet 2020                             | En cours     | Valerie Hoffmann,       |           | Profession intermédiaire administrative de la fonction publique |

## Population et société

### Démographie
L'évolution du nombre d'habitants est connue à travers les recensements de la population effectués dans la commune depuis 1793. Pour les communes de moins de 10 000 habitants, une enquête de recensement portant sur toute la population est réalisée tous les cinq ans, les populations de référence des années intermédiaires étant quant à elles estimées par interpolation ou extrapolation. Pour la commune, le premier recensement exhaustif entrant dans le cadre du nouveau dispositif a été réalisé en 2007.

En 2022, la commune comptait 581 habitants, en évolution de −2,52 % par rapport à 2016 (Meurthe-et-Moselle : −0,13 %, France hors Mayotte : +2,11 %).
| 1793  | 1800  | 1806  | 1821  | 1831  | 1836  | 1841  | 1846  | 1851  |
| ----- | ----- | ----- | ----- | ----- | ----- | ----- | ----- | ----- |
| 1 000 | 1 102 | 1 059 | 1 118 | 1 163 | 1 272 | 1 182 | 1 153 | 1 143 |

| 1856  | 1861  | 1872  | 1876  | 1881 | 1886 | 1891 | 1896 | 1901 |
| ----- | ----- | ----- | ----- | ---- | ---- | ---- | ---- | ---- |
| 1 059 | 1 025 | 1 007 | 1 023 | 993  | 951  | 872  | 833  | 813  |

| 1906 | 1911 | 1921 | 1926 | 1931 | 1936 | 1946 | 1954 | 1962 |
| ---- | ---- | ---- | ---- | ---- | ---- | ---- | ---- | ---- |
| 780  | 719  | 611  | 585  | 588  | 552  | 573  | 531  | 617  |

| 1968 | 1975 | 1982 | 1990 | 1999 | 2006 | 2007 | 2012 | 2017 |
| ---- | ---- | ---- | ---- | ---- | ---- | ---- | ---- | ---- |
| 606  | 560  | 543  | 533  | 501  | 568  | 577  | 602  | 591  |

| 2022 | - | - | - | - | - | - | - | - |
| ---- | - | - | - | - | - | - | - | - |
| 581  | - | - | - | - | - | - | - | - |

## Économie
L'abbé Grosse dresse en 1836 dans son ouvrage un rapide portrait économique du bourg :
« Surface territ., 3033 hect., dont 190 en forêts, 839 en terres arables, 81 en prés et 21 en vignes dont les produits sont peu vantés… On y voit aussi une tuilerie considérable, une poterie très renommée, dont les produits sont exportés au loin ; un moulin à grains, un four à chaux, plusieurs carrières de pierres de taille, dont l'exploitation est difficile et qui paraissent extrêmement faibles ; c'est ce qui fait que ces carrières ne sont pas aussi utiles qu'elles pourraient l'être... »
indiquant ainsi l'appartenance de la commune au vignoble lorrain.

### Secteur primaire ouAgriculture
Le secteur primaire comprend, outre les exploitations agricoles et les élevages, les établissements liés à l’exploitation de la forêt et les pêcheurs.
D'après le recensement agricole 2010 du Ministère de l'agriculture (Agreste), la commune de Favières était majoritairement orientée sur la production de céréales et d'oléagineux (auparavant polyculture et poly- élevage) sur une surface agricole utilisée d'environ 400 hectares (inférieure à la surface cultivable communale) en baisse depuis 1988 - Le cheptel en unité de gros bétail s'est réduit de 370 à 200 entre 1988 et 2010. Il n'y avait plus que 8 exploitations agricoles ayant leur siège dans la commune employant 5 unités de travail.

## Culture locale et patrimoine

### Lieux et monuments

#### Édifices civils
- Deux maisons fortes XVIe.
- Maisons XVe.
- Moulin à eau début XIVe.
- Lavoir monumental du village haut.
- Base nautique.

#### Édifices religieux
- Église Saints-Abdon-et-Sennen XVIIIe à trois nefs.
- Chapelle du village haut XVIIIe/XIXe.
- Quatre croix de chemin.
- Ancien cimetière.

### Personnalités liées à la commune
- Village natal du docteur Ambroise-Auguste Liébeault, connu dans le cadre de l'histoire de l'hypnose et du magnétisme animal. Une plaque commémorative est apposée sur la façade de la maison où il est né : « Dans cette maison naquit le 16 septembre 1823 Liébeault Ambroise Auguste docteur en médecine, médecin modeste et homme de bien qui ouvrit une ère nouvelle aux sciences médicales en les dotant de sa découverte : l'application méthodique de la suggestion et du sommeil provoqué au traitement des maladies ».
- Patrie de Sébastien Bottin, (1764-1853), "père" de l'annuaire, et des frères Baillard, curés et vicaires de Favières qui tentèrent au XIXe de fonder un schisme à Saxon-Sion, sujet de La colline inspirée de Maurice Barrès.

### Héraldique, logotype et devise
| Blason de Favières | Blason  | Burelé d'argent et de sable à trois pots de terre de gueules. |
| Blason de Favières | Détails | Le statut officiel du blason reste à déterminer.              |